# Jerzy Krzemiński
Jerzy Krzemiński (ur. 26 kwietnia 1947 w Łodzi) – polski wokalista, gitarzysta i kompozytor.

## Życiorys

### Początki
Ukończył studia na wydziale wokalnym i na wydziale kompozycji Akademii Muzycznej w Łodzi. W 1963 roku podjął pracę piosenkarza i muzyka w Kabarecie Młodego Aktora Voyage 63. 

### Trubadurzy
W 1965 roku, wspólnie ze S. Kowalewskim, założył zespół Trubadurzy, którego był wokalistą i instrumentalistą. Już rok później (1966) wraz z zespołem zdobył pierwszą nagrodę na Festiwalu Polskiej Piosenki w Opolu za wykonanie piosenki ludowej Ondraszku, Ondraszku. Wspólnie z zespołem Trubadurzy nagrał dwie płyty dla wytwórni fonograficznej Polskie Nagrania.

### No To Co
W 1968 roku, wraz z Piotrem Janczerskim, założył legendarną grupę wokalno-instrumentalną No To Co. Do chwili obecnej Jerzy Krzemiński jest nie tylko wokalistą grupy, jej instrumentalistą, kompozytorem i aranżerem, ale również jej kierownikiem muzycznym.
W latach 1974–1975 występował jako piosenkarz w klubach polonijnych w USA. Od 1976 roku współpracował jako piosenkarz i kompozytor z Orkiestrą Polskiego Radia i Telewizji w Łodzi, pod dyrekcją H. Debicha, z Czechosłowacką Orkiestrą Radia i Telewizji, pod dyrekcją G. Broma, oraz z Wielkopolską Orkiestrą Symfoniczną. W tym czasie koncertował w Polsce i za granicą z zespołem No To Co; występował też jako piosenkarz z grupą Tragap.
W 1984 roku, na zlecenie Telewizji Polskiej w Łodzi, Jerzy Krzemiński nagrał recital autorski zatytułowany Za kilka dni znajdę ciebie.

### Emigracja
W 1989 roku wyemigrował na stałe do Kanady i osiedlił się w Toronto, gdzie podjął współpracę z polonijnymi ośrodkami radia i telewizji, tworząc i prowadząc różne programy muzyczne. Współpracował też z radiem polonijnym w Guelph w Kanadzie.
3 grudnia 1993 roku, z inicjatywy Jerzego Krzemińskiego, ukazała się w Kanadzie płyta kompaktowa zespołu No To Co, będąca zapisem koncertu jubileuszowego grupy. Od tej chwili datuje się ponowny debiut zespołu i jego powrót rynek muzyczny. Rok później poznańska firma fonograficzna Karolex wydała płytę kompaktową No To Co The Best of Vol. 1.
W 1998 roku, podczas koncertu galowego z okazji 30-lecia pracy twórczej i artystycznej Jerzego Krzemińskiego, konsul generalny Rzeczypospolitej Polskiej w Toronto Wojciech Tyciński wręczył artyście list gratulacyjny za propagowanie kultury polskiej poza granicami kraju.

### Dorobek artystyczny
W lipcu 2001 roku, Jerzy Krzemiński i zespół No To Co otrzymali Platynową Płytę od wytwórni fonograficznej Polskie Nagrania.
Dla zespołu No To Co Jerzy Krzemiński skomponował ponad 250 piosenek, które znalazły się na dwunastu płytach nagranych dla różnych firm fonograficznych (np. Polskie Nagrania) nie tylko w Polsce, ale również za granicą: w Związku Radzieckim, Czechosłowacji, NRD, Bułgarii, Anglii i Kanadzie.
Najpopularniejsze piosenki skomponowane przed Jerzego Krzemińskiego to: Żegnaj, Tom, Gwiazdka z nieba, Nikifor, Inne kwiaty, Pod kotwicą, Franio lodziarz, Z soboty na niedzielę, O czym śpiewa wiatr, Mój stary dom, Krowi dzwonek, Ballada o kataryniarzu, Miłość jak wiersz, Gramofon, Lubię patrzeć w twoje oczy.
Jerzy Krzemiński komponuje nie tylko piosenki dla zespołu No To Co, ale tworzy również filmowe utwory muzyczne. Za skomponowanie muzyki do filmu dokumentalnego poświęconego wokaliście-plastykowi Waldemarowi Świerzemu otrzymał pierwszą nagrodę na Festiwalu Filmów Dokumentalnych w Krakowie. Napisał muzykę do filmu fabularnego Milion za Laurę; skomponował muzykę do kilku widowisk muzycznych Telewizji Polskiej: Hej, kolęda deska, Jutro turniej miast, Zielona łączka, No To Co na przedmieściu. Na zlecenie Polskiego Stowarzyszenia Jazzowego w Łodzi napisał muzykę do musicalu dziecięcego Sto bajek.
Wraz z zespołem No To Co brał udział w wielu festiwalach krajowych i zagranicznych, jak np. Sopot, Opole, Kołobrzeg, Zielona Góra, Festiwal Folklorystyczny w Zakopanem, Bratysławska Lira (Bratysława, Czechosłowacja), Folk and Country (Praga, Czechosłowacja), Złota Róża (Montreux, Szwajcaria), Targi Muzyczne Midem (Cannes, Francja).

## Odznaczenia
- 2024 – Srebrny Medal „Zasłużony Kulturze Gloria Artis”[1]